# إقليم كاجيرا
إقليم كاجيرا (بالسواحلية: Mkoa wa Kagera in)‏ هي واحدة من 31 إقليم إداري في تنزانيا. تبلغ مساحة الإقليم 35,686 كـم2 (13,778 ميل2). الإقليم يوازي من حيث الحجم بمساحة الأرض المشتركة لدولة هولندا. يحد إقليم كاجيرا من الشرق بحيرة فيكتوريا وإقليم موانزا وإقليم مارا. يحد الإقليم من الجنوب إقليم جيتا وإقليم كيغوما. أخيرًا، تقع جيتا على حدود رواندا من الغرب وأوغندا من الشمال وبوروندي من الجنوب الغربي. العاصمة الإقليمية هي بوكوبا. وفقًا للإحصاء الوطني لعام 2012، بلغ عدد سكان الإقليم 2789577 نسمة.

## علم أصول الكلمات
يستمد الإقليم اسمها من نهر كاجيرا.

## جغرافية
تحد كاجيرا أوغندا من الشمال، ورواندا وبوروندي من الغرب، ومنطقتي كيجوما التنزانية من الجنوب وجيتا من الشرق. يشكل نهر كاجيرا حدود الإقليم مع رواندا. يقع الإقليم في منتصف 30 ° 25 'و 32 ° 40' شرقًا و1 ° 00 'و 2 ° 45' جنوبًا. تبلغ المساحة الإجمالية 35 686 كم2، منها 25 513 كم2 يابسة و27 في المائة، و10 173 كم2 مياه. معظم المياه من بحيرة فيكتوريا، وكذلك بحيرات إكيمبا، بوريجي، نغونو ونهر كاجيرا. كاجيرا هو الإقليم الخامس عشر في تنزانيا وتمثل ما يقرب من 3.3 في المائة من مساحة أراضي تنزانيا البالغة 885 800 كم2. تبعد العاصمة الإقليمية بوكوبا حوالي 1 500 كم من دار السلام.

### المناخ
مع متوسط هطول الأمطار السنوي من 500 إلى 2000 ملم، يتمتع إقليم كاجيرا بنمط هطول الأمطار ثنائي الوسائط من مارس إلى مايو ومن أكتوبر إلى نوفمبر. يتراوح معدل هطول الأمطار من 2000 ملم سنويًا في بوكوبا إلى 500 ملم في الغرب، مع ارتفاع معدل هطول الأمطار على طول سواحل بحيرة فيكتوريا ويتناقص في الداخل وبعيدًا عن البحيرة وكذلك مع الارتفاع. تتراوح درجة الحرارة من 20 درجة مئوية إلى 28 درجة مئوية. يتكون الإقليم من عدد من التلال الموازية لحافة البحيرة ومن الشمال إلى الجنوب.

### الجيولوجيا
يقع الإقليم على خسف ألبرتين، الطانب الغربي من فرعين من صدع شرق إفريقيا الذي يعبر تنزانيا، تشهد كاجيرا نشاطًا زلزاليًا كبيرًا. في 10 سبتمبر 2016، تعرض الإقليم لزلزال بقوة 5.9 درجة قتل فيه 17 شخصًا، وأصيب ما لا يقل عن 250 آخرين.
تشتهر كاجيرا بالزراعة والمناظر الطبيعية الخصبة والحياة البرية. لديها تربة قديمة خصبة بشكل معقول ولكن تغير المناخ أدى إلى استنفاد التربة والحاجة إلى استخدام الأسمدة.

## التركيبة السكانية

### السكان
يُعد إقليم كاجيرا واحد من أكبر خمس أقاليم من حيث عدد السكان في البلاد. وطبقا لتعداد السكان والمساكن لعام 2002، بلغ عدد سكان الإقليم 2،033،888 نسمة، بمتوسط معدل نمو 3.1 %. يوجد 6.0 % من جميع التنزانيين الذين يعيشون في البر الرئيسي في الإقليم.

## التقسيمات الإدارية

### الولايات
ينقسم إقليم كاجيرا إلى ثماني ولايات، يدير كل منها مجلس:
|                   | Biharamulo District | 323٬486   | 5٬627  |
| Bukoba Rural ‏     | 289٬697             | 2٬844     |        |
| Bukoba Urban ‏     | 128٬796             | 83٫25     |        |
| Karagwe District  | 332٬020             | 7٬716     |        |
| Kyerwa District ‏  | 321٬026             | 2٬575     |        |
| Missenyi District | 202٬632             | 2٬825     |        |
| Muleba District   | 540٬310             | 10٬739    |        |
| Ngara District    | 320٫056             | 3٬744     |        |
| المجموع           |                     | 2٬458٬023 | 40٬838 |

في عام 2016، أفاد مكتب تنزانيا الوطني للإحصاء أن هناك 2789577 شخصًا في الإقليم، من 2،458،023 في عام 2012.

## روابط خارجية
- Official website
- United Republic of Tanzania: Kagera Region
- Kagera Region Homepage for the 2002 Tanzania National Census
- Tanzanian Government Directory Database